# Schwurschwerter der Wartburg

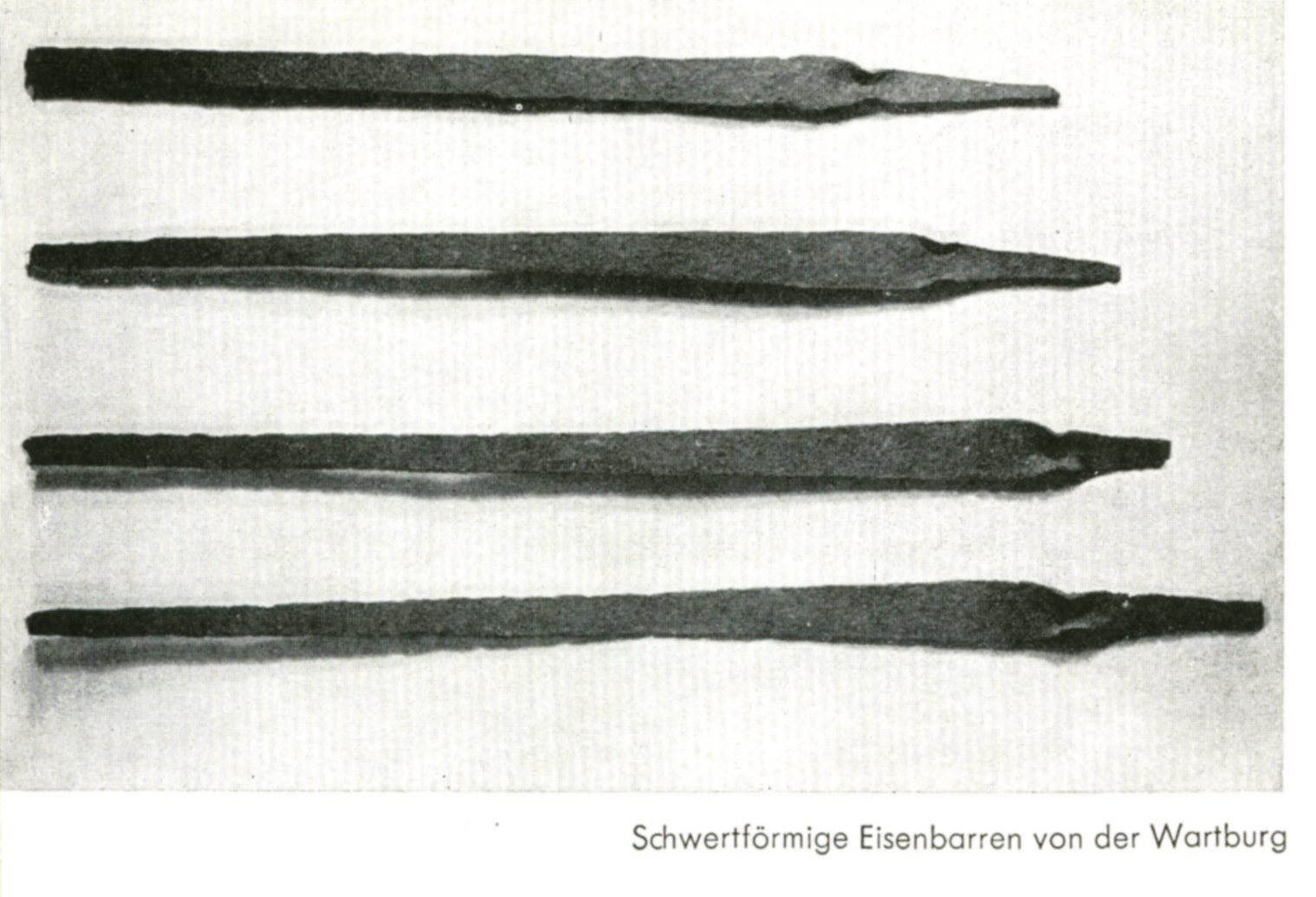
Thüringer Museum Eisenach, Ausstellungsfoto (um 1960) mit vier der auf der Wartburg gefundenen Eisenbarren

Die Schwurschwerter der Wartburg sind Bestandteil der Gründungslegende der Wartburg in Thüringen. Der 1845 gemeldete Fund dieser „Schwurschwerter“ gilt hingegen als ein fadenscheiniges Beispiel der Geschichtsfälschung. Offenbar war der Fund so bemerkenswert, dass man in der Archäologie den auf der Wartburg freigelegten Typ von Eisenbarren (Taleae ferreae) auch heute als „Schwurschwert“ bezeichnet.
Nach der von Ludwig Bechstein nacherzählten Sage wurde Graf Ludwig der Springer durch einen Trick Besitzer des Berges, auf dem die Wartburg errichtet werden sollte.
Es war Graf Ludwig, zubenamt der Springer, ein mächtiger Herr in Thüringen. Als derselbe einstmals am Inselberge jagte, traf er ein Stück Wildes, das er eifrig verfolgte, und ihm nachritt bis an das Flüßchen Hörsel, und bis gen Nieder-Eisenach, und von dannen wieder bis an den Berg, darauf jetzt die Wartburg steht. Dort blieb er und wollte warten, wo das Wild aus dem Walde lief, betrachtete derweil die schöne Gegend und vornehmlich den steilen Felsenberg, und dachte bei sich selbst und sagte: „Wart' Berg, Du sollt mir eine Burg werden!“ So mit großer Lust, auf den Berg zu bauen, trachtete er auf Mittel und Wege, es füglich zu beginnen, denn der Berg gehörte den Herren von Frankenstein, welche nahe dabei schon eine Burg besaßen, der Mittelstein genannt, (und war dieß vor der Wartburg die beste Burg in Thüringen,) aber jenseit des Waldes bei Salzungen dicht über der Werra ihr Stammschloß hatten. Und der Graf hatte bei sich zwölf Ritter, tapfre freie Mannen, mit denen berieth er sich heimlich,/ als sie sich zu ihm gefunden hatten, wie er den Berg an sich brächte, und es ward also gehandelt, daß des Nachts vom Schaumberg, der dem Grafen eigen war, Erde in Körben auf den Wartberg getragen wurde und darauf gestreut, und der Graf schlug dann eine Burgfriede mit Gewalt auf, hinter der er sich vertheidigen konnte. Bald kamen die Herren von Mittel- und Frankenstein, konnten aber dem Grafen auf seiner Felsenveste nichts anhaben, verklagten ihn daher bei Kaiser und Reich, daß er sich des Ihrigen mit Gewalt freventlich anmaße. Auf des Reiches Befragen entgegnete der Graf: Er habe die Burg auf das Seine gebaut, wolle sie auch nach Urthel und Recht, seines Verhoffens, wohl behalten. Darauf erkannte das Reich, so er mit zwölf redlichen Männern beweisen und beschwören könne, mit leiblichem Eid, daß das Land, worauf er gebaut, sein wäre, solle er es behalten. Da erkor der Graf seine zwölf Ritter zu Eideshelfern, trat mit ihnen auf den Berg, steckten ihre Schwerter in die zuvor hinaufgetragene Erde und schwuren, daß ihr Herr, Graf Ludwig, auf dem Seinen stände, und schon vor Alters dieser Boden (nehmlich der hinaufgetragene) zum Lande und zur Herrschaft von Thüringen gehört habe. Damit behielt er den Berg.
Die Legende wurde als ein Beispiel der mittelalterlichen Rechtsprechung und der ludowingischen Familiengeschichte in Erinnerung behalten.
Bei Beginn der Wiederherstellung der Burg mussten in den beiden Burghöfen bis zu drei Meter mächtige Schuttmassen abgetragen werden, um die Grundmauern und den Burgfelsen freilegen zu können. Großherzog Carl Alexander von Sachsen-Weimar-Eisenach hatte ab 1835 die Wiederherstellung der Wartburg in Auftrag gegeben und besuchte in regelmäßigen Abständen die Baustelle, um sich über den Fortgang der Arbeiten zu informieren. Bei einer solchen Inspektion im Jahr 1845 führte man ihn an eine Felsspalte, die gerade freigelegt wurde. Wohl tief gerührt konnte Carl Alexander dann mit eigenen Händen bei der Freilegung eines Bündels verrosteter Eisenteile mithelfen, die man als „Schwurschwerter der Wartburg“ ansprach.
Carl Alexander ließ sich täuschen. Hocherfreut über den Echtheitsbeweis der Sage ließ er die Schwerter nach fachkundiger Reinigung und Konservierung in einem eigens gefertigten Schaukasten in der Elisabethkemenate deponieren. Der Betrug wurde erst nach seinem Tod offenbar, als man durch Zuschriften von Archäologen und Altertumskundlern von ähnlichen Funden in verschiedenen Gegenden Deutschlands erfuhr. Die wahren Fundumstände erwiesen sich später als eine geschickte Fälschung. Die beteiligten Personen dieser Fälschung blieben unbekannt. Als Motiv wurde angenommen, den Großherzog gewogen zu halten, um weitere Mittel für die Burgsanierung bereitzustellen. Plausibel wäre auch, der herzoglichen Familie durch diesen Sensationsfund von der Wartburg mehr Prestige zu verschaffen.
Die aufgefundenen „Schwerter“ wurden später von Archäologen eingehend untersucht und als ein eisenzeitlicher Depotfund erkannt.
Bei diesen Untersuchungen wurde festgestellt, dass zwei der überlieferten zwölf Schwerter nachgefertigt waren. Zudem wurde der geborgene Fund mit einem Draht zusammengehalten, dessen  metallurgische Zusammensetzung nicht mit dem Alter des Fundmaterials übereinstimmen konnte.
Bei den anderen zehn Eisenteilen handelt es sich um einen eisenzeitlichen Depotfund der vermutlich mehr als 1000 Jahre älter als das überlieferte Gründungsdatum der Wartburg sein dürfte. Es ist auch nicht belegt, ob die 10 Eisenbarren von der Wartburg stammen oder von einem bisher unbekannten Fundplatz in Deutschland. Als Herstellungsgebiet derartiger Waren gilt das Siegerland.
Von Mitteldeutschland bis Südengland sind sog. „Schwurschwert“-Eisenbarren verbreitet. Sie stammen wohl aus den zumindest seit der Späthallstattzeit genutzten Eisenerzgebieten des Siegerlandes.